# Pontificio Instituto Bíblico
El Pontificio Instituto Bíblico es una universidad privada de Roma, Italia, perteneciente a la Iglesia católica, especializada en el estudio de la Biblia. Está compuesta por dos facultades: una de estudios bíblicos y otra de estudios orientales.
Fue creado por el Papa Pío X y encomendado a la Compañía de Jesús, mediante su carta apostólica Vinea electa el 7 de mayo de 1909, en cumplimiento del objetivo primordial asignado a la Pontificia Comisión Bíblica en sus Reglamentos fundacionales.
En principio, como único centro oficial de enseñanza bíblica superior de la iglesia católica, el Instituto tuvo por función preparar para los distintos grados académicos en Sagradas Escrituras que confería la Comisión. A partir del 22 de marzo de 1911 se le autorizó para expedir un diploma que capacitaba al alumno para el cargo de profesor en la materia. Benedicto XV por sus cartas apostólicas Cum Biblia Sacra de 1916 concedió al Instituto la facultad de conferir los grados de bachillerato y licenciatura.Pío XI, con su Motu proprio Quod maxime de 1928, extendió las atribuciones a la concesión del doctorado. En 1930 el Instituto se amplió con una nueva Facultad de Estudios de Oriente Antiguo provista de cuatro secciones: semítica, asiriológica, egiptológica y sánscritoiramana.
En la sede del Instituto se encuentra la biblioteca bíblica prevista en el proyecto fundacional de la Pontificia Comisión Bíblica. En 1920 comenzó la publicación de la revista trimestral «Bíblica» y desde 1926, se publica la revista «Verbum Domini» (primero mensual y más tarde bimensual) dedicada a la divulgación bíblica, con vistas sobre todo a ayudar a los sacerdotes. Por último, a partir de 1932, la revista «Orientalia, Nova series» recoge las cuestiones relacionadas con el Oriente Antiguo. 
El Instituto mantiene una sede anexa en Jerusalén, que es conocida por el desarrollo de proyectos arqueológicos en la zona.

## Antiguos alumnos
Entre los antiguos alumnos del Instituto se cuentan numerosos cardenales.
- Bernard Jan Alfrink (Países Bajos — 1924-27) Arzobispo emérito de Utrecht († 1987)
- Aloysius Ambrozic (Canadá — 1958-60) Arzobispo emérito de Toronto († 2011)
- Peter Turkson (Ghana — 1976-80; 1986-87) Prefecto del Pontificio Consejo Justicia y Paz
- Giuseppe Betori (Italia — 1971-75) Arzobispo de Florencia
- Louis-Marie Billé (Francia — 1963-65) Arzobispo de Lyon († 2002)
- Marco Cé (Italia — 1951-54) Patriarca emérito de Venecia († 2014)
- Edward B. Clancy (Australia — 1952-54; 1962-64) Arzobispo emérito de Sídney († 2014)
- Thomas Collins (Canadá — 1975-78) Arzobispo Metropolita de Toronto
- Luis Concha y Córdoba (Colombia — 1919-20) Arzobispo emérito de Bogotá († 1975)
- Benjamín de Arriba Castro (España — 1912-3) Arzobispo emérito de Tarragona († 1973)
- Albert Decourtray (Francia — 1949-51) Arzobispo emérito de Lyon († 1994)
- Ermenegildo Florit (Italia — 1925-27) Arzobispo emérito de Florencia († 1985)
- Joseph Frings (Alemania — 1913-14) Arzobispo emérito de Colonia († 1978)
- Andraos Stephanos Ghattas II (Egipto — 1943-45) Patriarca emérito de Alejandría de Egipto († 2009)
- Arlindo Gomes Furtado (Cabo Verde — 1986-90) Cardenal, Obispo de Santiago de Cabo Verde
- Prosper Grech (Malta — 1952-55) Cardenal Diácono de Santa Maria Goretti
- Benno Gut (Suiza — 1922-23; 1932-35) Prefecto de la Congregación del Culto Divino († 1970)
- Franz König (Austria — 1931-35) Arzobispo emérito de Viena († 2004)
- Giacomo Lercaro (Italia — 1914-15) Arzobispo emérito de Bolonia († 1976)
- Achilles Lienart (Francia — 1909-10) Arzobispo emérito de Lille († 1973)
- Myroslav Lubachivski (Ucrania — 1942-4) Arzobispo de Lviv († 2000)
- Francesco Marchisano (Italia — 1953-55) Arzobispo titular de Populonia († 2014)
- Carlo Maria Martini (Italia — 1954-56) Arzobispo emérito de Milán († 2012)
- Jorge M. Mejia (Argentina — 1947-50) Archivista y Bibliotecario emérito de la Sta. Iglesia Romana († 2014)
- Albert G. Meyer (U.S.A. — 1927-30) Arzobispo de Chicago († 1965)
- Laurent Monsengwo Pasinya (Congo/Kinshasa — 1964-68) Arzobispo de Kinshasa
- Antonios Naguib (Egipto — 1962-64) Patriarca de Alejandría de los Coptos
- John O. Onaiyekan (Nigeria — 1971-74) Arzobispo de Abuya
- Albert Patabendige Don (Sri Lanka — 1974-78) Arzobispo de Colombo (Sri Lanka)
- Mario F. Pompedda (Italia — 1951-55) Prefecto emérito del Supremo Tribunal de la Signatura Apostólica († 2006)
- Raúl F. Primatesta (Argentina — 1941-43) Arzobispo emérito de Córdoba En Argentina († 2006)
- Fernando Quiroga Palacios (España — 1925-28) Arzobispo de Santiago de Compostela († 1971)
- Gianfranco Ravasi (Italia — 1966-69) Presidente del Pontificio Consejo de la Cultura
- Mario Revollo Bravo (Colombia — 1943-6) Arzobispo emérito de Bogotá († 1955)
- Ernesto Ruffini (Italia — 1910-13) Arzobispo emérito de Palermo († 1967)
- Rubén Salazar Gómez (Colombia — 1968-71) Arzobispo de Bogotá
- Giovanni Saldarini (Italia — 1949-52) Obispo emérito de Turín († 2011)
- Robert Sarah (Guinea (Rep.) — 1971-74) Prefecto de la Congr. del Culto Divino y Discip. de los Sacramentos
- Pietro Sfair (Líbano --1913-1916) Arzobispo titular de Nisibis dei Maroniti; Padre Conciliar Segundo Concilio Vaticano, Rector del Colegio Maronita de Roma 1960-1974
- Adrianus J. Simonis (Países Bajos — 1959-61) Arzobispo emérito de Utrecht
- Gustavo Testa (Italia — 1910-13) Prefecto de la Congregación para Las Iglesias Orientales († 1969)
- Albert Vanhoye (Francia — 1956-59) Cardenal titular de la Iglesia de Sta. María de la Merced